# Stacy (Minnesota)
Stacy ist eine City im Chisago County im US-Bundesstaat Minnesota. Sie liegt am West Branch Sunrise River. Das U.S. Census Bureau hat bei der Volkszählung 2020 eine Einwohnerzahl von 1.703 ermittelt.

## Geographie
Nach den Angaben des United States Census Bureaus hat die City eine Gesamtfläche von 3,0 km², wovon 2,8 km² auf Land und 0,2 km² (= 4,35 %) auf Gewässer entfallen. Die Interstate 35 führt in Nord-Süd-Richtung durch das Stadtgebiet. Die Stadt liegt westlich von zwei Seen, dem Mud Lake im Nordosten und dem Sunrise River Pool im Südosten, in dem der West Branch Sunrise River mit dem Sunrise River zusammenfließt.

## Demographie
Zum Zeitpunkt des United States Census 2000 bewohnten Stacy 1278 Personen. Die Bevölkerungsdichte betrug 448,6 Personen pro km². Es gab 474 Wohneinheiten, durchschnittlich 166,4 pro km². Die Bevölkerung Stacys bestand zu 96,79 % aus Weißen, 0,55 % Schwarzen oder African American, 1,25 % Native American, 0,16 % Asian, 0 % Pacific Islander, 0,16 % gaben an, anderen Rassen anzugehören und 1,10 % nannten zwei oder mehr Rassen. 0,94 % der Bevölkerung erklärten, Hispanos oder Latinos jeglicher Rasse zu sein.
Die Bewohner Stacys verteilten sich auf 466 Haushalte, von denen in 42,1 % Kinder unter 18 Jahren lebten. 48,9 % der Haushalte stellten Verheiratete, 13,5 % hatten einen weiblichen Haushaltsvorstand ohne Ehemann und 30,0 % bildeten keine Familien. 22,5 % der Haushalte bestanden aus Einzelpersonen und in 5,2 % aller Haushalte lebte jemand im Alter von 65 Jahren oder mehr alleine. Die durchschnittliche Haushaltsgröße betrug 2,74 und die durchschnittliche Familiengröße 3,23 Personen.
Die Bevölkerung verteilte sich auf 32,6 % Minderjährige, 9,3 % 18–24-Jährige, 36,9 % 25–44-Jährige, 16,0 % 45–64-Jährige und 5,2 % im Alter von 65 Jahren oder mehr. Der Median des Alters betrug 29 Jahre. Auf jeweils 100 Frauen entfielen 109,2 Männer. Bei den über 18-Jährigen entfielen auf 100 Frauen 108,2 Männer.
Das mittlere Haushaltseinkommen in Stacy betrug 42.026 US-Dollar und das mittlere Familieneinkommen erreichte die Höhe von 45.288 US-Dollar. Das Durchschnittseinkommen der Männer betrug 36.029 US-Dollar, gegenüber 25.192 US-Dollar bei den Frauen. Das Pro-Kopf-Einkommen belief sich auf 16.893 US-Dollar. 9,4 % der Bevölkerung und 7,9 % der Familien hatten ein Einkommen unterhalb der Armutsgrenze, davon waren 12,5 % der Minderjährigen und 11,8 % der Altersgruppe 65 Jahre und mehr betroffen.

## Belege
1. ↑  Explore Census Data Stacy city, Minnesota. Abgerufen am 26. Januar 2023.